# Itamaro
Itamaro (in inglese Ithamar o Ythamar; Kent, VI secolo – Rochester, 656) fu il primo vescovo in Inghilterra ad essere nato sassone piuttosto che consacrato dagli irlandesi o tra i missionari romani di Agostino di Canterbury. Fu anche il primo vescovo sassone di Rochester. È venerato come santo dalla Chiesa cattolica, che lo ricorda il giorno 10 giugno.

## Biografia
Itamaro fu consacrato dall'arcivescovo di Canterbury Onorio, e fu detto da Bede come "della nazione del Kent, ma non inferiore ai suoi predecessori [episcopali] per l'apprendimento e il comportamento della vita".
Alla consacrazione come vescovo, Itamaro prese il suo nuovo nome da Itamar, figlio di Aronne. Sebbene un certo numero di nuovi vescovi anglosassoni avesse assunto nuovi nomi o entrando nella vita religiosa o consacrando i vescovi, questi nomi erano di solito tratti dalla storia della Chiesa. La pratica di prendere un nuovo nome dall'Antico Testamento era estremamente rara nella tradizione romana, ma si verificava più spesso nella Chiesa celtica.
Come vescovo, Itamaro consacrò Adeodato come primo arcivescovo sassone di Canterbury il 26 marzo 655.
Itamaro morì tra il 655 e il 664, probabilmente intorno al 656, a Rochester.
Dopo la morte Itamaro fu considerato un santo e gli fu dedicato un santuario nella cattedrale di Rochester. La sua festa è il 10 giugno. Non ci è rimasta una sua biografia dettagliata in forma scritta, ma nel XII secolo è stata composta una breve opera per descrivere i suoi miracoli. In quel tempo, i suoi resti furono trasportati in un nuovo santuario più grande nella Cattedrale di Rochester. L'opera sui suoi miracoli sopravvive in un solo manoscritto, il MS Corpus Christi College Cambridge 161.

## Genealogia episcopale e successione apostolica
La genealogia episcopale è:
- Arcivescovo Virgilio di Arles
- Arcivescovo Agostino di Canterbury
- Arcivescovo Giusto di Canterbury
- Vescovo Paolino di York
- Arcivescovo Onorio di Canterbury
- Vescovo Itamaro

La successione apostolica è:
- Arcivescovo Adeodato di Canterbury (655)